# 테무 타이니오
테무 타이니오(핀란드어: Teemu Tainio, 1979년 11월 27일 ~ )는 핀란드의 전 축구 선수이자 현 지도자로 현재 FC 하카의 감독직을 맡고 있으며 선수 시절 포지션은 미드필더이다.